# Sappho Frauenwohnstiftung
Die Sappho Frauenwohnstiftung (Eigenschreibweise: SAPPhO) wurde mit dem Ziel gegründet, bezahlbaren Wohnraum und eine unabhängige Lesbenwohn- und Lebenskultur zu schaffen, „in der es sich auch gut alt werden lässt“. Die Stiftung mit Sitz in Wuppertal wurde im August 1997 als gemeinnützige Stiftung bürgerlichen Rechts durch das Land Nordrhein-Westfalen anerkannt und damit als erste gemeinnützige Stiftung von und für Lesben in Europa. Benannt wurde die Stiftung nach der griechischen Dichterin Sappho.

## Geschichte
Vier Jahre – von 1993 bis 1997 – hat eine Gruppe von sechs Frauen daran gearbeitet, die Stiftung SAPPhO Frauenwohnstift zu gründen. Einige kamen aus dem Verein Safia – Lesben gestalten ihr Alter, der das Lesbenwohnprojekt „Hofgut Wüstenbirkach“ in Unterfranken einbrachte. Nach der Gründung kamen zwei Wohnungen aus der SAFIA-Alten-Wohngemeinschaft „Villa Charlotta“ hinzu. Im Laufe der Jahre erfolgten zahlreiche Zustiftungen, so dass das Stiftungsvermögen stetig angewachsen ist und die Stiftung heute über einige Immobilien in Hannover, Lüneburg und Charlottenberg (Rheinland-Pfalz), darunter ein mehrgeschossiges Stadthaus und ein Seminar- und Tagungshaus, verfügt. 2009 gehörte die Stiftung zu den Gründungsmitgliedern des überregionalen Dachverbands „Lesben & Alter“ mit Sitz in Hamburg.
2014 wurden auf dem Berliner Friedhof I der Georgen-Parochialgemeinde 400 m² zur Bestattung lesbischer Frauen eingeweiht. Das Projekt wurde von Mitfrauen des Vereins „Safia – Lesben gestalten ihr Alter“ initiiert und für 15.000 € neu angelegt.

## Stiftungszweck
Ziel und Zweck der Stiftung ist es, Voraussetzungen dafür zu schaffen, dass sich Lesben im Alter neue Lebens- und Wohnformen und Möglichkeiten des Zusammenlebens erarbeiten können. Dazu gehört die Schaffung von bezahlbarem Wohnraum für Lesben. Außerdem unterstützt die Stiftung die Gründung von Wohn- und Hausgemeinschaften zur Selbsthilfe im Alter und die Gründung von Treffpunkten für alte und junge Lesben zum Aufbau und Erhalt sozialer und kultureller Lesben-Netzwerke. Sinn dieser Arbeit ist es, die mögliche Isolierung von Lesben im Alter aufzubrechen.
In einem Interview auf der Fachtagung Anders sein und älter werden. Lesben und Schwule im Alter 2002 in Berlin sagte eine der Gründerinnen der Stiftung, die Verlegerin Anke Schäfer (1938–2013): „Wir waren sehr stolz, als wir das erreicht hatten. Die Stiftung hat den einzigen Zweck, Wohnraum für ältere Lesben zu schaffen.“ Die Form der Stiftung sei gewählt worden, weil Stiftungen „nicht so angreifbar“ seien wie Vereine. „Alle Stiftungen haben das Dritte Reich irgendwie überstanden.“

## Barbara Gissrau Fonds
Die 2008 verstorbene Psychoanalytikerin Barbara Gissrau (geb. 1943) vermachte der Stiftung nicht nur Immobilien, sondern auch Wertpapiere und Kapitalvermögen. Damit wurde der Fonds ins Leben gerufen, der sich heute aus Spenden finanziert. Der Fonds unterstützt ältere Lesben, die über wenig Geld verfügen, mit bis zu 500 Euro jährlich.

## Organisation
Die Vorstandsfrauen verpflichten sich in der Regel für mindestens sechs Jahre zur ehrenamtlichen Mitarbeit und treffen sich untereinander und mit der Geschäftsführerin mindestens viermal im Jahr. Unterstützt werden sie von ebenfalls ehrenamtlich tätigen beratenden Fachfrauen, darunter Psychologinnen und Ärztinnen. Die erste Generation der Mitfrauen entscheidet, so lange sie lebt, wer die Objekte der Stiftung nutzen darf, erst nach deren Tod entscheidet die Stiftung.

## Rezeption
Schon für die erste Frauenbewegung in Deutschland war die Entwicklung neuer Wohnformen für Frauen ein zentrales Anliegen. Auch für die zweite Frauenbewegung seit den 1970er Jahren war die Schaffung autonomer Frauenräume ein Kernpunkt ihrer Aktivitäten. Die Raumplanerin Ruth Becker zählt das Lesbenwohnprojekt von Sappho zu den autonomen Frauenwohnprojekten, womit sie Projekte bezeichnet, „die von Frauen initiiert und realisiert wurden, die sich explizit auf die autonome Frauenbewegung beziehen und/oder bei denen der „Autonomiegedanke“, also das Ziel, Wohnraum „in Frauenhand“ oder für das Leben in Frauenbezügen zu schaffen, im Vordergrund steht und sich in ihrer Zielsetzung auf Frauen unterschiedlichen Alters und in unterschiedlichen Lebenssituationen beziehen.“ SAPPhO sei ein „beeindruckendes Beispiel“ dafür, wie für Frauen, die nur kleinere Vermögen zu vererben haben, die Gründung einer Stiftung interessant sein kann, wenn sie sich zusammenschließen. Gerade für Frauen-Wohnprojekte eigne sich eine Stiftung, wie SAPPhO erfolgreich zeige.
Zum 10-jährigen Bestehen der Stiftung 2007 lobte die damalige Ministerin für Arbeit, Soziales, Gesundheit, Familie und Frauen des Landes Rheinland-Pfalz Malu Dreyer die Gründerinnen für „ihre Beharrlichkeit und ihren Weitblick. Sie haben den Grundstein dafür gelegt, dass die Stiftungsidee, Vermögen in Lesben- bzw. Frauenhänden zu bewahren und damit Wohnprojekte für Lesben zu finanzieren, wachsen konnte.“